# Pseudoloxops
Pseudoloxops is een geslacht van wantsen uit de familie blindwantsen. Het geslacht werd voor het eerst wetenschappelijk beschreven door George Willis Kirkaldy in 1905 .

## Soorten
Het genus bevat de volgende soorten:

- Pseudoloxops adamsoni (Knight, 1937)
- Pseudoloxops amabilis Linnavuori, 1986
- Pseudoloxops amfitrite Linnavuori, 1994
- Pseudoloxops ayutthaya Yasunaga and Yamada, 2009
- Pseudoloxops bakeri (Knight, 1937)
- Pseudoloxops bifasciatus (Usinger, 1946)
- Pseudoloxops coccineus (Meyer-Dur, 1843)
- Pseudoloxops dietzi Carvalho, 1992
- Pseudoloxops flavus (Knight, 1937)
- Pseudoloxops galateia Linnavuori, 1994
- Pseudoloxops guttatus Zou, 1987
- Pseudoloxops guttulatus Kerzhner and Muminov, 1974
- Pseudoloxops habaranensis Carvalho, 1992
- Pseudoloxops imperatorius (Distant, 1909)
- Pseudoloxops iranicus Kerzhner, 1962
- Pseudoloxops lateralis (Poppius, 1915)
- Pseudoloxops lindrothi Carvalho, 1980
- Pseudoloxops marginatus Zou, 1987
- Pseudoloxops miyamotoi Yasunaga, 1997
- Pseudoloxops miyatakei Miyamoto, 1969
- Pseudoloxops nigrobasicornis (Knight, 1937)
- Pseudoloxops nike Linnavuori, 1994
- Pseudoloxops ninos Linnavuori, 1994
- Pseudoloxops niobe Linnavuori, 1994
- Pseudoloxops palauensis Carvalho, 1956
- Pseudoloxops pericarti Yasunaga and Yamada, 2009
- Pseudoloxops pilosus Liu and Zheng, 1994
- Pseudoloxops punctulatus Liu and Zheng, 1994
- Pseudoloxops rubroclavus (Knight, 1937)
- Pseudoloxops rubrocuneatus (Knight, 1937)
- Pseudoloxops rubroscutellatus (Knight, 1935)
- Pseudoloxops sangrudanus Linnavuori, 2006
- Pseudoloxops sanguinarius (Distant, 1913)
- Pseudoloxops signatus (Usinger, 1946)
- Pseudoloxops sudanicus Linnavuori, 1975
- Pseudoloxops tahiticus (Knight, 1937)
- Pseudoloxops takaii Yasunaga, 1997
- Pseudoloxops thetis Linnavuori, 1994
- Pseudoloxops transvaalensis Schuh, 1974
- Pseudoloxops trukensis Carvalho, 1956
- Pseudoloxops vitiensis (Kirkaldy, 1908)